# Charles Hambro
Charles Eric Alexander Hambro, baron Hambro (ur. 24 lipca 1930, zm. 7 listopada 2002) – brytyjski przedsiębiorca i polityk, syn pułkownika Charlesa Hambro i Pameli Cobbold, córki Johna Cobbolda.
Stracił matkę mając dwa lata. Jego ojciec ożenił się następnie z wdową po Marcusie Wallenbergu. Szwedzkie koneksje macochy umożliwiły Charlesowi wyjazd do Szwecji podczas II wojny światowej. Później przebywał w Stanach Zjednoczonych. Do Anglii powrócił w 1943 r. i uczęszczał do Eton College. Później przez 2 lata odbywał służbę wojskową w Coldstream Guards. Następnie rozpoczął pracę w rodzinnym banku, Hambros Bank. Już po 5 latach został tam dyrektorem zarządzającym. W 1965 r. został zastępcą prezesa, a w 1972 r. prezesem. Na tym stanowisku pozostawał do 1997 r. Podczas krachu giełdowego lat 1973–1974 był jednym z prezesów banku wytypowanych przez Bank Anglii do udzielenia pomocy finansowej po upadku firmy Slater Walker i przy groźbie kryzysu finansowego. W latach 80. przeniósł siedzibę banku do londyńskiego City, niedaleko Tower of London. Nie radząc sobie z narastającą w latach 90. konkurencją innych banków, Hambro sprzedał swój bank w 1998 r.
Był związany z Partią Konserwatywną. Był m.in. skarbnikiem tej partii i pomógł jej zlikwidować dług w wysokości 19 mln funtów, co pozwoliło na skuteczną kampanię wyborczą i zwycięstwo nad laburzystami w wyborach powszechnych 1992 r. Za swoje działania jako skarbnika partii został uhonorowany dożywotnim parostwem jako baron Hambro. Zasiadł wówczas w Izbie Lordów.
Od 1968 r. był powiernikiem Royal National Pension Fund of Nurses. W latach 1984–1994 był powiernikiem British Museum. Dużo czasu spędzał w swych posiadłościach w Gloucestershire. Lubił polowania, interesował się rolnictwem i leśnictwem. Twierdził, że gentleman nie powinien być widziany gdy ciężko pracuje.
1 lipca 1954 r. poślubił Rose Evelyn Cotterell (ur. 4 października 1932), córkę podpułkownika Richarda Cotterella, 5. baroneta, i lady Lettice Lygon, córki 7. hrabiego Beauchamp. Charles i Rose mieli razem dwóch synów i córkę:
- Clare Evelyn Hambro (ur. 1957), żona Eivinda Rabbena, ma dzieci
- Charles Edward Hambro (ur. 1959), ożenił się z Nicole Nicholas, ma dzieci
- Alexander Robert Hambro (ur. 1962)

Pierwsze małżeństwo lorda Hambro zakończyło się rozwodem w 1976 r. Po raz drugi stanął na ślubnym kobiercu 2 lipca 1976 r. z Cherry Felicity Huggins, córką sir Johna Hugginsa. Małżeństwo to nie doczekało się potomstwa.